# Cycloctenus lepidus
Cycloctenus lepidus är en spindelart som beskrevs av Arthur Urquhart 1890. Cycloctenus lepidus ingår i släktet Cycloctenus och familjen Cycloctenidae. Inga underarter finns listade i Catalogue of Life.